# مارك د. فابياني
مارك د. فابياني (بالإنجليزية: Mark D. Fabiani)‏ هو كاتب أمريكي، ولد في 1957.